# Kitou
Kitou is een bestuurslaag in het regentschap Aceh Utara van de provincie Atjeh, Indonesië. Kitou telt 454 inwoners (volkstelling 2010).